# War Democrat

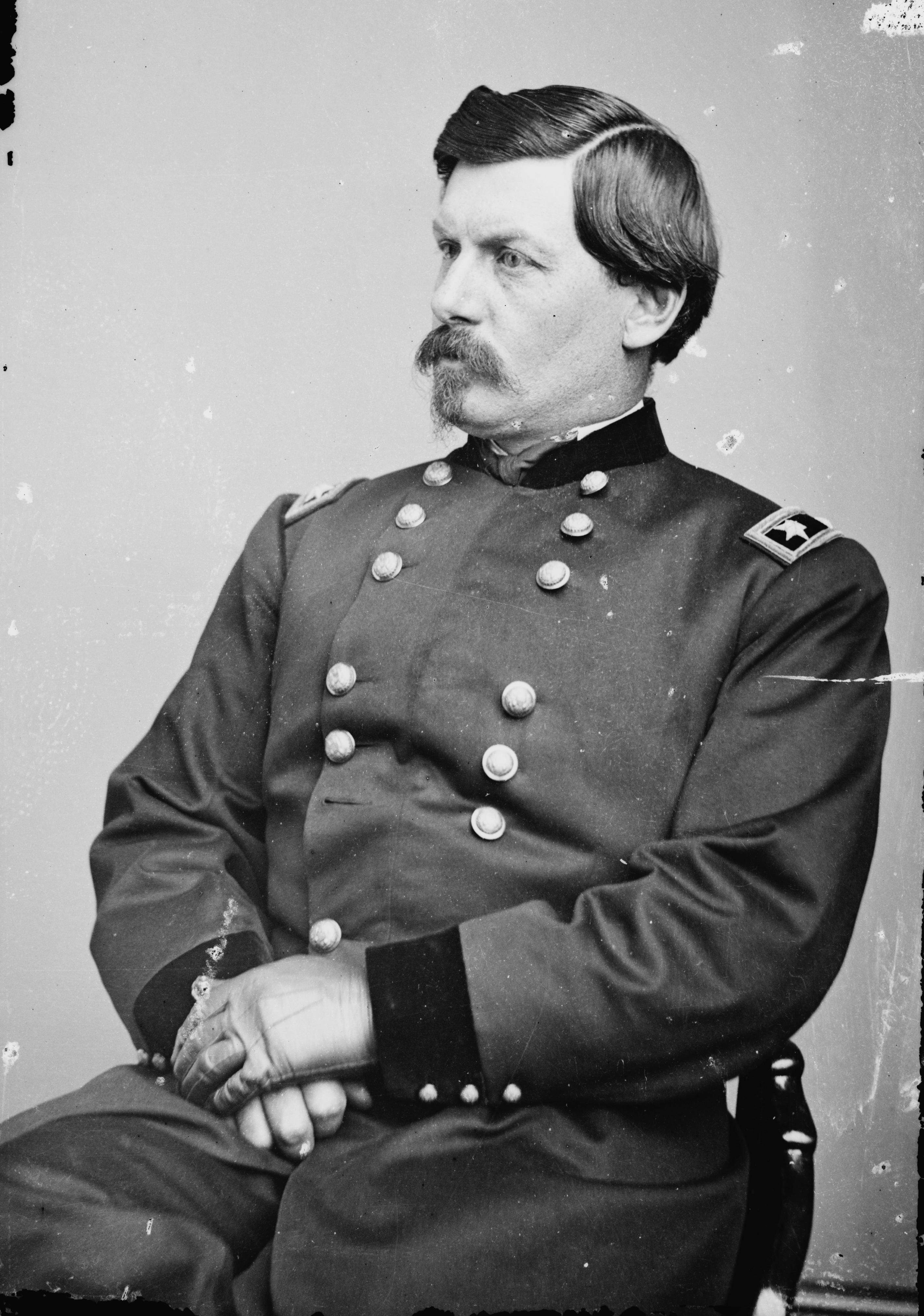
O general George B. McClellan, uma das figuras mais conhecidas dentre os "War Democrats". Apesar de não tão fervoroso, ele defendia a unidade nacional, mesmo que esta fosse conquistada e mantida pela força das armas.

War Democrats ("Democratas de Guerra") era uma facção política dentro do Partido Democrata dos Estados Unidos que surgiu na década de 1860 durante a guerra civil americana e o período chamado de Reconstrução. Eles se opunham aos Copperheads (facção democrata formada por pacifistas e simpatizantes da Confederação) e brigavam pelo controle do partido. Os War Democrats defendiam uma postura firme contra os estados rebelados do sul e apoiavam várias políticas de guerra adotadas pelo presidente republicano Abraham Lincoln. Eram fervorosos defensores da União e achavam que o conflito no país só se resolveria com uma vitória militar por parte do governo federal. Para conquistar apoio desta facção, Lincoln nomeou Andrew Johnson, simpatizante dos War Democrats, para ocupar a vice-presidência da nação em 1865.